# 参谋本部 (大日本帝国)

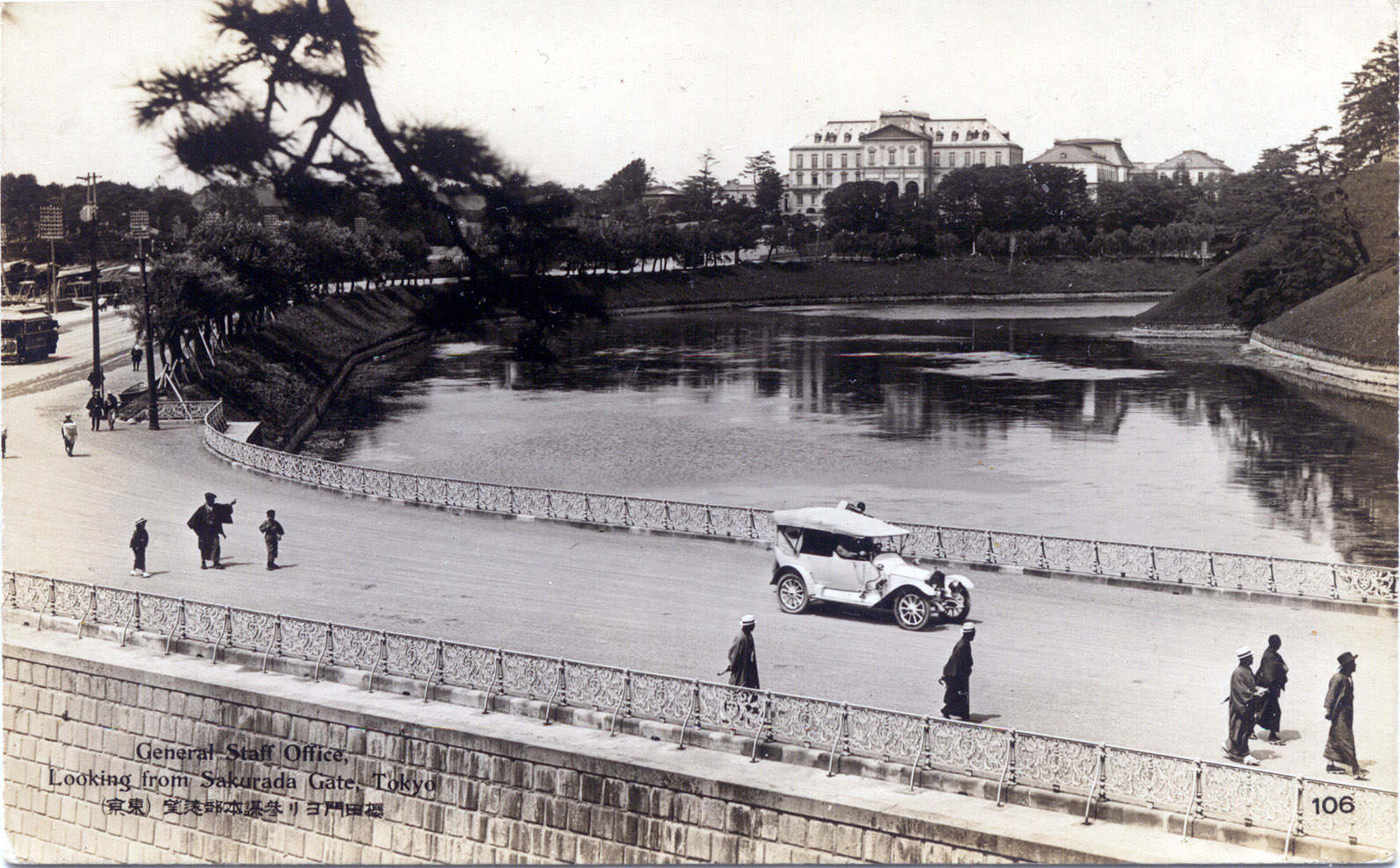
1910年左右，明信片上的参谋本部

参谋本部（日语：〔〕／）是掌管大日本帝国陆军军令的机关，在1886年到1888年间也掌管大日本帝国海军军令。

## 沿革
1871年（明治4年）7月，兵部省设立了陆军参谋局。1872年2月，根据太政官公告，兵部省拆分为海军省和陆军省，陆军参谋局改为陆军省参谋局。1873年4月1日，陆军省参谋局改称陆军省第六局；1874年2月22日改回原状。1875年6月18日改为陆军省直属机构。1878年12月改称参谋本部，从陆军省独立出来，实现了军事行政与军令的分离。
1886年3月，参谋本部内分设海军部和陆军部，分别掌管海军和陆军的军令。1888年，海军部和陆军部分别改为海军参谋本部和陆军参谋本部，而陆海军全军参谋长称为参军。1889年，陆军参谋本部长改称参谋总长，设置海军参谋部负责海军军令。1893年5月制定的海军军令部条例（敕令第37号）规定，陆海军的军令部门（陆军的参谋本部和海军的军令部）在和平时期是对等的；而根据同年制定的战时大本营条例（敕令第52号），战时海军军令权属于作为幕僚长的陆军参谋总长。1903年12月，根据修改后的战时大本营条例（敕令第293号），在战争时期，陆海军的军令部门也保持对等的地位。
1945年9月，盟軍佔領日本，駐日盟軍總司令部废除了参谋本部。
| 日期                      | 陆军             | 海军             | 依据                       | 備註                                    |
| ------------------------- | ---------------- | ---------------- | -------------------------- | --------------------------------------- |
| 1871年（明治4年）7月      | 兵部省陆军参谋局 | 兵部省陆军参谋局 | 兵部省职员令               | 軍政指揮軍令                            |
| 1872年（明治5年）2月      | 陆军省参谋局     |                  | 太政官公告                 | 軍政指揮軍令                            |
| 1878年（明治11年）12月5日 | 参谋本部         |                  | 参谋本部条例               | 陸軍自此軍政、軍令分離 海軍軍政指揮軍令 |
| 1884年（明治17年）2月     | 参谋本部         | 军事部           | 海軍省達丙第21號           | 陸軍自此軍政、軍令分離 海軍軍政指揮軍令 |
| 1886年（明治19年）3月18日 | 参谋本部         | 参谋本部         | 明治19年敕令               | 海軍軍政、軍令分離                      |
| 1888年（明治21年）5月12日 | 陆军参谋本部     | 海军参谋本部     | 明治21年敕令第25号         | 海軍軍政、軍令分離                      |
| 1889年（明治22年）3月7日  | 参謀本部         | 海军参谋部       | 明治22年敕令第25号、第30号 | 海軍軍政指揮軍令                        |
| 1893年（明治26年）5月19日 | 参謀本部         | 海军军令部       | 明治26年敕令第37号         | 海軍軍政、軍令分離                      |
| 1933年（昭和8年）10月1日  | 参謀本部         | 军令部           | 昭和8年军令海第5号         | 海軍軍政、軍令分離                      |
| 1945年（昭和20年）        | 废止             | 废止             | 昭和20年军令海第8号        | 海軍軍政、軍令分離                      |

## 历任长官

### 1889年以前
| 职务             | 姓名                 | 上任时间       |
| ---------------- | -------------------- | -------------- |
| 陆军参谋局都督   | 山县有朋             | 1871年9月12日  |
| 陆军省参谋局都督 | 山县有朋             | 1872年4月5日   |
| 第6局长          | 空缺                 | 1873年4月1日   |
| 第6局长          | 鸟尾小弥太少将       | 1873年6月19日  |
| 第6局长          | 山县有朋中将         | 1874年2月12日  |
| 参谋局长         | 山县有朋中将         | 1874年2月22日  |
| 参谋局长         | 鸟尾小弥太中将       | 1876年3月31日  |
| 参谋本部长       | 山县有朋中将         | 1878年12月24日 |
| 参谋本部长       | 山县有朋中将         | 1882年8月7日   |
| 参谋本部长       | 大山岩中将           | 1882年9月4日   |
| 参谋本部长       | 山县有朋中将         | 1884年2月13日  |
| 参谋本部长       | 有栖川宫炽仁亲王大将 | 1885年12月22日 |
| 参谋本部长       | 有栖川宫炽仁亲王大将 | 1886年3月18日  |
| 参军             | 有栖川宫炽仁亲王大将 | 1888年5月14日  |

### 1889年以后
| 代 | 姓名             | 军衔     | 出身   | 就任           | 卸任           | 备注                              |
| -- | ---------------- | -------- | ------ | -------------- | -------------- | --------------------------------- |
| 1  | 有栖川宫炽仁亲王 | 陆军大将 | 皇族   | 1889年3月9日   | 1895年1月15日  |                                   |
| 2  | 小松宫彰仁亲王   | 陆军大将 | 皇族   | 1895年1月26日  | 1898年1月20日  |                                   |
| 3  | 川上操六         | 陆军中将 | 鹿儿岛 | 1898年1月20日  | 1899年5月11日  |                                   |
| 4  | 大山岩           | 陆军大将 | 鹿儿岛 | 1899年5月16日  | 1904年6月20日  |                                   |
| 5  | 山县有朋         | 陆军大将 | 山口   | 1904年6月20日  | 1905年12月20日 |                                   |
| 6  | 大山岩           | 陆军大将 | 鹿儿岛 | 1905年12月20日 | 1906年4月10日  |                                   |
| 7  | 兒玉源太郎       | 陆军大将 | 山口   | 1906年4月11日  | 1906年7月30日  | 歩兵科                            |
| 8  | 奧保鞏           | 陆军大将 | 福冈   | 1906年7月30日  | 1912年1月20日  | 歩兵科                            |
| 9  | 长谷川好道       | 陆军大将 | 山口   | 1912年1月20日  | 1915年12月16日 | 歩兵科                            |
| 10 | 上原勇作         | 陆军大将 | 宫崎   | 1915年12月17日 | 1923年3月17日  | 工兵科，陆军士官学校（陆士）旧3期 |
| 11 | 河合操           | 陆军大将 | 大分   | 1923年3月17日  | 1926年3月2日   | 歩兵科，陆士旧8期                 |
| 12 | 铃木庄六         | 陆军大将 | 新潟   | 1926年3月2日   | 1930年2月19日  | 骑兵科，陆士1期                   |
| 13 | 金谷范三         | 陆军大将 | 大分   | 1930年2月19日  | 1931年12月23日 | 歩兵科，陆士5期                   |
| 14 | 闲院宫载仁亲王   | 陆军大将 | 皇族   | 1931年12月23日 | 1940年10月3日  | 骑兵科                            |
| 15 | 杉山元           | 陆军大将 | 福冈   | 1940年10月3日  | 1944年2月21日  | 歩兵科，陆士12期                  |
| 16 | 东条英机         | 陆军大将 | 东京   | 1944年2月21日  | 1944年7月14日  | 歩兵科，陆士17期                  |
| 17 | 梅津美治郎       | 陆军大将 | 大分   | 1944年7月18日  | 1945年11月30日 | 歩兵科，陆士15期                  |

参谋总长为大将或中将，参谋次长为中将（昭和20年5月起兼任大本营兵站总监）。

## 组织机构
部长为中将或少将，课长为大佐或中佐，班长为中佐或少佐。

### 内设机构（废止时）
- 总务部
  - 总务课
    - 庶务班
    - 电报班
    - 主计官
    - 军医官

  - 教育课（第1课，昭和18年3月起课长兼任教育总监部第1课长）
- 第1部（部长兼任大本营兵站总监部参谋长）
  - 作战课（第2课）
    - 作战班
    - 战力班（昭和16年以前为兵站班）
    - 航空班（大正9年8月新设）
    - 战争指导班（第1班。昭和12年12月新设）
    - 防卫班（昭和18年10月新设）

  - 编制动员课（第3课，昭和20年4月起课长兼任陆军省军务局军事课长）
    - 编制班
    - 动员班
    - 资材班
- 第2部
  - 俄罗斯课（第5课）
    - 军备班
    - 兵要地志班
    - 文书谍报班（第10班）

  - 欧美课（第6课）
    - 美班
    - 英班
    - 法班
    - 德班
    - 地图班
    - 战况班

  - 支那（中国）课（第7课）
    - 支那班
    - 兵要地志班

  - 谋略课（第8课）
    - 总括班（第4班）
    - 谋略班（第11班）
- 第3部（课长兼任大本营运输通信长官）
  - 铁道船舶课（第10课。即运输课）
  - 通信课（第11课）
- 本邦战史编纂部（昭和17年3月23日由支那事变史编纂委员会改称）

### 一度存在的机构
- 第4部（明治29年至昭和18年间）
  - 内国战史课（昭和11年与战史课整合）
  - 外国战史课（昭和11年与战史课整合）
  - 日俄战史编纂课（大正2年3月31日废止）
  - 战史课（第12课。昭和11年6月5日废止）
  - 战略战术课（第13课，昭和11年8月设。课长多由战史课长兼任）
- 第5部（明治32年至明治41年间）

### 直属机构（废止时）
- 陆军大学校
- 陸軍中野學校
- 陆地测量部
- 陆军气象部

### 引用
1. ↑  明治太政官期法令の世界 （页面存档备份，存于），国立国会図書館
2. ↑  .   [2010-09-12]. （原始内容存档于2008-12-11）.
3. ↑  .   [2010-09-12]. （原始内容存档于2008-12-11）.
4. ↑  .   [2010-09-12]. （原始内容存档于2008-12-11）.
5. ↑  .   [2010-09-12]. （原始内容存档于2008-12-11）.
6. ↑  戰時大本營條例 (明治二十六年敕令第五十二号)[永久]
7. ↑  戰時大本營條例改正ノ件[永久]